# Morteza Mehrzad
Morteza Mehrzad Selakjani (em persa: مرتضی مهرزاد سلاکجانی) (Chalus, 17 de setembro de 1987) é um atleta paralímpico iraniano, jogador de vôlei sentado que atua na posição de oposto.
Com 2,46 m de altura, ele é o homem mais alto do Irã, o atleta paralímpico mais alto da história e atualmente o segundo homem vivo mais alto do mundo. Sua altura é devido à acromegalia.
Ele faz parte da seleção masculina de vôlei sentado do Irã, medalhista de ouro nas Paralimpíadas de Verão de 2016. Na final do vôlei sentado nas Paralimpíadas de Verão de 2016, ele foi o maior pontuador da partida, com 28 pontos.